# Plecotus sardus
Plecotus sardus é uma espécie de morcego da família Vespertilionidae. Endêmica da Sardenha (Itália).